# New Basket Brindisi 2008-2009
Il New Basket Brindisi 2008-2009, sponsorizzato Enel, ha preso parte al campionato professionistico italiano di Legadue, chiude la stagione regolare al 12º posto con 14V e 16P, con 2349 punti fatti e 2399 punti subiti.

## Storia
Con la promozione in Legadue la società rispondendo alle regole federali, si trasforma in S.r.l. per poi divenire successivamente una S.p.A. Viene ingaggiato il nuovo direttore sportivo Santi Puglisi, che dopo 11 anni alla Fortitudo Bologna, sposa il progetto del New Basket Brindisi. 
Nel roster le conferme sono il capitano Daniele Parente, Michele Cardinali e Roberto Feliciangeli; mentre i primi acquisti sono nell'ordine Marco Caprari, l'ala lettone Jānis Porziņģis proveniente dal Pistoia Basket 2000, il play Davide Virgilio proveniente dalla Pallacanestro Trapani ed il pivot Manuele Mocavero proveniente dall'A.B. Latina. A completare la rosa verranno firmati gli americani Marco Killingsworth e Marcus Hatten entrambi dallo Scafati Basket, il giovane Davide Bruttini e a preparazione iniziata la guardia Andrea Malamov (a Brindisi già nella stagione 2005/06).
Il roster nel corso della stagione ha visto vari avvicendamenti: il 29 ottobre viene ingaggiata la guardia americana con passaporto italiano Ray Tutt proveniente dalla Juve Caserta; il 24 novembre viene ufficializzata la rescissione del contratto da parte di Marco Caprari che ha firmato per la Pallacanestro Lago Maggiore e il 28 novembre quella di Andrea Malamov accasatosi alla Nuova Virtus Molfetta. Il 5 dicembre è stato ufficializzato l'acquisto di Sōtīrīs Gkioulekas, ala piccola greca, free agent dopo l'esclusione dalla Serie A del Basket Napoli, mentre il 10 dicembre è stato sciolto consensualmente il contratto con Jānis Porziņģis.
La seconda finestra di mercato vede l'arrivo a Brindisi del play italo-americano Tony Binetti, prelevato dalla Pallacanestro Cantù, dell'ala Federico Lestini dalla Virtus Bologna e la cessione dell'ala Davide Bruttini alla Andrea Costa Imola.
Miglior marcatore della stagione sarà Marcus Hatten con 618 punti in 30 partite seguito da Marco Killingsworth con 578 p. in 30 p. e da Roberto Feliciangeli con 199 p. in 30 p.

## Roster
| New Basket Brindisi 2008/2009 | New Basket Brindisi 2008/2009 |
| Giocatori                     | Staff tecnico                 |
| ----------------------------- | ----------------------------- |

| N. | Naz.                   | Ruolo | Nome                 | Anno | Alt.   | Peso   |  |
| -- | ---------------------- | ----- | -------------------- | ---- | ------ | ------ |  |
| 4  | Italia (bandiera)      | P     | Davide Virgilio      | 1972 | 180 cm | 70 kg  |  |
| 5  | Italia (bandiera)      | P     | Daniele Parente (C)  | 1978 | 190 cm | 90 kg  |  |
| 7  | Stati Uniti (bandiera) | C     | Marco Killingsworth  | 1982 | 203 cm | 110 kg |  |
| 10 | Italia (bandiera)      | AC    | Roberto Feliciangeli | 1974 | 204 cm | 96 kg  |  |
| 11 | Italia (bandiera)      | G     | Michele Cardinali    | 1978 | 190 cm | 82 kg  |  |
| 11 | Italia (bandiera)      | G     | Walter Masi          | 1990 | 193 cm | 78 kg  |  |
| 12 | Stati Uniti (bandiera) | G     | Marcus Hatten        | 1980 | 186 cm | 80 kg  |  |
| 15 | Italia (bandiera)      | C     | Manuele Mocavero     | 1980 | 204 cm | 114 kg |  |

| Allenatore                                       |
| - Giovanni Perdichizzi                           |
| Assistente/i                                     |
| - Agostino Origlio Legenda - (C) Capitano Roster |

## Mercato

### Sessione estiva
| Acquisti | Acquisti            | Acquisti       | Acquisti   | Acquisti |
| R.       | Nome                | da             | Modalità   |          |
| -------- | ------------------- | -------------- | ---------- | -------- |
| G        | Marco Caprari       | Trapani Shark  | definitivo |          |
| PG       | Davide Virgilio     | Trapani Shark  | definitivo |          |
| C        | Marco Killingsworth | Scafati Basket | definitivo |          |
| G        | Marcus Hatten       | Scafati Basket | definitivo |          |
| C        | Manuele Mocavero    | Latina Basket  | definitivo |          |
| AP       | Jānis Porziņģis     | Pistoia Basket | definitivo |          |
| AG       | Davide Bruttini     | Orlandina      | definitivo |          |

| Cessioni | Cessioni           | Cessioni      | Cessioni       |
| R.       | Nome               | a             | Modalità       |
| -------- | ------------------ | ------------- | -------------- |
| G        | Alejandro Muro     | Latina Basket | fine contratto |
| G        | Tommaso Plateo     | Trapani Shark | fine contratto |
| AP       | Marco Cardillo     | Sant’Antimo   | fine contratto |
| AG       | Agostino Li Vecchi | Barcellona    | fine contratto |
| C        | Franco Prelazzi    | Lago Maggiore | fine contratto |

### Dopo l'inizio della stagione
| Acquisti | Acquisti           | Acquisti       | Acquisti   | Acquisti   |
| R.       | Nome               | da             | data       | Modalità   |
| -------- | ------------------ | -------------- | ---------- | ---------- |
| G        | Ray Tutt           | Juvecaserta    | 29/10/2008 | definitivo |
| AG       | Sōtīrīs Gkioulekas | Basket Napoli  | 5/12/2008  | definitivo |
| AG       | Federico Lestini   | Virtus Bologna | 5/12/2008  | definitivo |
| PG       | Tony Binetti       | Pall. Cantù    | 30/01/2009 | definitivo |

| Cessioni | Cessioni        | Cessioni        | Cessioni      | Cessioni    |
| R.       | Nome            | a               | data          | Modalità    |
| -------- | --------------- | --------------- | ------------- | ----------- |
| G        | Marco Caprari   | Lago Maggiore   | fino al 24/11 | risoluzione |
| AP       | Jānis Porziņģis | Liepājas lauvas | fino al 10/12 | risoluzione |
| AG       | Davide Bruttini | A. Costa Imola  | fino al 2/2   | risoluzione |

## Risultati

### Stagione regolare
| Arbitri: | Pasetto Bettini Masi |

|                                        |            |                               |
| Hatten 22 Killingsworth 15 Mocavero 11 | Punti      | 18 Dowdell 13 Mathis 11 Smith |
| Hatten, Parente 4                      | Assist     | 2 Farrington                  |
| Killingsworth 12                       | Rimbalzi   | 11 Smith                      |
| Giovanni Perdichizzi                   | Allenatori | Marco Crespi                  |

| Arbitri: | Aronne Longhi La Rocca |

|                                   |            |                                            |
| George 23 Bougaïeff 13 Carrizo 10 | Punti      | 20 Hatten 18 Killingsworth 12 Feliciangeli |
| Bougaïeff, Carrizo, Rombaldoni 3  | Assist     | 4 Virgilio                                 |
| George 12                         | Rimbalzi   | 13 Killingsworth                           |
| Eugenio Dalmasson                 | Allenatori | Giovanni Perdichizzi                       |

| Arbitri: | Weidmann Federici Paronelli |

|                                         |            |                                     |
| Hatten 26 Killingsworth 26 Porziņģis 12 | Punti      | 23 Maggioli 20 Maestranzi 14 Boykin |
| Killingsworth 4                         | Assist     | 6 Maestranzi                        |
| Killingsworth 8                         | Rimbalzi   | 8 Maggioli                          |
| Giovanni Perdichizzi                    | Allenatori | Andrea Zanchi                       |

| Arbitri: | Biggi Conti Rostain |

|                                     |            |                                              |
| Mobley 23, Marigney 19, Viggiano 16 | Punti      | Hatten 32, M. Killingsworth 19, Porziņģis 11 |
| Marigney 7                          | Assist     | 8 Hatten                                     |
| Ammannato 7                         | Rimbalzi   | 7 Hatten                                     |
| Stefano Salieri                     | Allenatori | Giovanni Perdichizzi                         |

| Arbitri: | Di Modica Vicino Di Francesco |

|                                        |            |                                              |
| Tyler 21, Santolamazza 16, Rosselli 15 | Punti      | Hatten 22, Killingsworth 14, Feliciangeli 11 |
| Rabaglietti, Rosselli 5                | Assist     | 6 Parente                                    |
| Tyler 13                               | Rimbalzi   | 9 Hatten                                     |
| Maurizio Lasi                          | Allenatori | Giovanni Perdichizzi                         |

| Arbitri: | Materdomini Castelluccio La Rocca |

|                                              |            |                                  |
| Hatten 34, Killingsworth 19, Feliciangeli 11 | Punti      | Mbemba 15, Gigena 13, Valenti 12 |
| Parente 4                                    | Assist     | 4 Mbemba                         |
| Killingsworth 10                             | Rimbalzi   | 10 Lollis                        |
| Giovanni Perdichizzi                         | Allenatori | Stefano Cioppi                   |

| Arbitri: | Pasetto Caroti Beneduce |

|                               |            |                                         |
| Rowe 24, Whiting 18, Ezugwu 8 | Punti      | Killingsworth 22, Hatten 10, Caprari 10 |
| Rowe 8                        | Assist     | 5 Parente                               |
| Rowe 9                        | Rimbalzi   | 8 Killingsworth                         |
| Demis Cavina                  | Allenatori | Giovanni Perdichizzi                    |

| Arbitri: | Pinto Terreni Di Toro |

|                                            |            |                             |
| Killingsworth 12, Hatten 8, Feliciangeli 8 | Punti      | Fultz14, Melli 12, Young 10 |
|                                            | Assist     | 5 Fultz                     |
| Killingsworth 10                           | Rimbalzi   | 18 Melli                    |
| Giovanni Perdichizzi                       | Allenatori | Franco Marcelletti          |

| Arbitri: | Weidmann Terranova Cappello |

|                                |            |                                          |
| Kemp 28, Ostler 22, Boyette 22 | Punti      | Hatten 34, Killingsworth 14, Mocavero 11 |
| Boyette 5                      | Assist     | 2 Porziņģis                              |
| Ostler 9                       | Rimbalzi   | 9 Hatten                                 |
| Sandro Dell'Agnello            | Allenatori | Giovanni Perdichizzi                     |

| Arbitri: | Aronne Provini Di Francesco |

|                                      |            |                               |
| Killingsworth 26, Hatten 16, Tutt 13 | Punti      | McCray 21, Goss 17, Pinton 14 |
| Parente 4                            | Assist     |                               |
| Killingsworth 9                      | Rimbalzi   | 8 Rinaldi                     |
| Giovanni Perdichizzi                 | Allenatori | Giancarlo Sacco               |

| Arbitri: | Bettini Ciaglia Giovanrosa |

|                           |            |                          |
| Davis 18 Salvi 17 Ndoja 9 | Punti      | 18 Killingsworth, Hatten |
| Busca 4                   | Assist     | 4 Parente                |
| Salvi 12                  | Rimbalzi   | 11 Killingsworth         |
| Franco Gramenzi           | Allenatori | Giovanni Perdichizzi     |

| Arbitri: | Biggi Federici La Rocca |

|                             |            |                                    |
| Nissim 30 Hines 22 Gatto 20 | Punti      | 26 Tutt 23 Killingsworth 15 Hatten |
| Nissim 6                    | Assist     | 5 Parente                          |
| Hines 11                    | Rimbalzi   | 8 Killingsworth                    |
| Andrea Trinchieri           | Allenatori | Giovanni Perdichizzi               |

| Arbitri: | Pinto Vicino Beneduce |

|                                    |            |                                    |
| Hatten 30 Killingsworth 24 Tutt 18 | Punti      | 18 Galanda 15 Dickens 12 Martinoni |
| Hatten 2                           | Assist     |                                    |
| Killingsworth 9                    | Rimbalzi   | 6 Dickens                          |
| Giovanni Perdichizzi               | Allenatori | Stefano Pillastrini                |

| Arbitri: | Aronne Caroti Giovanrosa |

|                                      |            |                                     |
| Pinnock 16, Lloreda 14, Ringstrom 11 | Punti      | 20 Hatten, 14 Feliciangeli, 13 Tutt |
| Fúlvio 6                             | Assist     | 4 Parente                           |
| Ringstrom 14                         | Rimbalzi   | 12 Killingsworth                    |
| Tony Trullo                          | Allenatori | Giovanni Perdichizzi                |

| Arbitri: | Longhi Terreni Cappello |

|                                            |            |                                |
| Hatten 22, Killingsworth 18, Gkioulekas 14 | Punti      | Bunn 28, Swann 15, Canavesi 13 |
| Cardinali, Hatten 2                        | Assist     | 2 Swann                        |
| Killingsworth 9                            | Rimbalzi   | 12 Bunn                        |
| Giovanni Perdichizzi                       | Allenatori | Massimo Bianchi                |

| Arbitri: | Pinto Vicino Di Francesco |

|                                 |            |                                            |
| Dowdell 26, George 15, Smith 14 | Punti      | Killingsworth 14, Hatten 13, Gkioulekas 12 |
| Dowdell 3                       | Assist     |                                            |
| George 8                        | Rimbalzi   | 14 Killingsworth                           |
| Marco Crespi                    | Allenatori | Giovanni Perdichizzi                       |

| Arbitri: | Biggi Caroti Giovanrosa |

|                                            |            |                                 |
| Hatten 27, Killingsworth 23, Gkioulekas 15 | Punti      | Carrizo 21, Causin 11, Meini 10 |
| Hatten 3                                   | Assist     |                                 |
| Killingsworth 10                           | Rimbalzi   | 10 Carrizo                      |
| Giovanni Perdichizzi                       | Allenatori | Stefano Bizzozi                 |

| Arbitri: | Provini Peretti Ciano |

|                                 |            |                                            |
| Maggioli 23, Ryan 16, Boykin 12 | Punti      | Killingsworth 24, Hatten 21, Gkioulekas 16 |
| Boracini 6                      | Assist     | 4 Binetti                                  |
| Boykin, Ryan 8                  | Rimbalzi   | 7 Mocavero                                 |
| Andrea Zanchi                   | Allenatori | Giovanni Perdichizzi                       |

| Arbitri: | Materdomini Bertelli Masi |

|                                      |            |                                         |
| Hatten 28, Binetti 14, Gkioulekas 12 | Punti      | Marigney 22, Viggiano 14, Cinciarini 12 |
|                                      | Assist     | 2 Cinciarini, Marigney                  |
| Feliciangeli 9                       | Rimbalzi   | 9 Viggiano                              |
| Giovanni Perdichizzi                 | Allenatori | Walter De Raffaele                      |

| Arbitri: | Bettini Longhi Terranova |

|                                           |            |                                    |
| Hatten 18, Killingsworth 18, Cardinali 11 | Punti      | Tyler 20, Toppo 14, Rosselli 13    |
|                                           | Assist     | 2 Casini, McCullough, Santolamazza |
| Hatten 9                                  | Rimbalzi   | 8 Toppo, Tyler                     |
| Giovanni Perdichizzi                      | Allenatori | Maurizio Lasi                      |

| Arbitri: | Vicino Terreni Giovanrosa |

|                                  |            |                                         |
| Bell 22, Q. Lollis 22, Mbemba 10 | Punti      | Hatten 26, Killingsworth 16, Binetti 13 |
| Bell 4                           | Assist     | 2 Hatten                                |
| Bell 7                           | Rimbalzi   | 11 Killingsworth                        |
| Stefano Cioppi                   | Allenatori | Giovanni Perdichizzi                    |

| Arbitri: | Pinto Castelluccio Rostain |

|                                        |            |                                |
| Killingsworth 23, Hatten 19, Binetti 9 | Punti      | Rowe 21, Whiting 18, Ezugwu 18 |
| Feliciangeli, Hatten 3                 | Assist     | 2 Vanuzzo                      |
| Hatten, Killingsworth 8                | Rimbalzi   | 7 Ezugwu, Whiting              |
| Giovanni Perdichizzi                   | Allenatori | Demis Cavina                   |

| Arbitri: | Provini Federici La Rocca |

|                                   |            |                                               |
| McGowan 26, Young 24, Boscagin 12 | Punti      | Killingsworth 22, Gkioulekas 19, Cardinali 14 |
| Fultz, McGowan, Young 2           | Assist     | 3 Hatten                                      |
| McGowan 17                        | Rimbalzi   | 8 Killingsworth                               |
| Alessandro Ramagli                | Allenatori | Giovanni Perdichizzi                          |

| Arbitri: | Aronne Di Modica Di Toro |

|                                         |            |                              |
| Killingsworth 22, Hatten 14, Binetti 12 | Punti      | Kemp, Bagnoli 13, Boyette 12 |
| Hatten 3                                | Assist     | 2 Giuri                      |
| Killingsworth 8                         | Rimbalzi   | 9 Ostler                     |
| Giovanni Perdichizzi                    | Allenatori | Sandro Dell'Agnello          |

| Arbitri: | Pinto Terranova Masi |

|                                 |            |                                           |
| Goss 19, Scarone 19, Rinaldi 19 | Punti      | Killingsworth 16, Hatten 15, Cardinali 13 |
| Scarone 9                       | Assist     | 4 Hatten                                  |
| De Pol 9                        | Rimbalzi   | 9 Hatten                                  |
| Giancarlo Sacco                 | Allenatori | Giovanni Perdichizzi                      |

| Arbitri: | Terreni Caroti La Rocca |

|                                          |            |                              |
| Killingsworth 20 Hatten 17 Gkioulekas 17 | Punti      | 19 Davis 15 Davison 10 Ndoja |
| Hatten, Lestini, Parente 2               | Assist     |                              |
| Killingsworth 17                         | Rimbalzi   | 9 Davison                    |
| Giovanni Perdichizzi                     | Allenatori | Maurizio Bartocci            |

| Arbitri: | Pascotto Bertelli Cappello |

|                                            |            |                              |
| Killingsworth 26, Hatten 20, Gkioulekas 12 | Punti      | Hines 17, Nissim 16, Mian 14 |
| Binetti 3                                  | Assist     | 2 Mian                       |
| Killingsworth 10                           | Rimbalzi   | 10 Hines                     |
| Giovanni Perdichizzi                       | Allenatori | Andrea Trinchieri            |

| Arbitri: | Bettini Castelluccio Ciano |

|                                     |            |                                         |
| Childress 36, Dickens 15, Cotani 11 | Punti      | Hatten 24, Killingsworth 16, Lestini 10 |
| Childress 5                         | Assist     | 5 Binetti, Hatten                       |
| Cotani 10                           | Rimbalzi   | 5 Hatten                                |
| Stefano Pillastrini                 | Allenatori | Giovanni Perdichizzi                    |

| Arbitri: | Longhi Perretti Ciaglia |

|                                                 |            |                                   |
| Cardinali 20, Killingsworth 19, Feliciangeli 18 | Punti      | Holland 29, Pazzi 17, La Gioia 11 |
| Binetti, Cardinali 3                            | Assist     | 2 Kitzinger                       |
| Killingsworth 6                                 | Rimbalzi   | 7 Monti                           |
| Giovanni Perdichizzi                            | Allenatori | Tony Trullo                       |

| Arbitri: | Provini Calbucci Di Francesco |

|                               |            |                                            |
| Bunn 30, Valters 17, Riley 13 | Punti      | Killingsworth 23, Gkioulekas 18, Hatten 17 |
| Sorrentino 7                  | Assist     | 4 Parente                                  |
| Bunn 8                        | Rimbalzi   | 18 Killingsworth                           |
| Massimo Bianchi               | Allenatori | Giovanni Perdichizzi                       |

## Statistiche

### Statistiche di squadra
| Competizione | Punti | In casa | In casa | In casa | In casa | In casa | In trasferta | In trasferta | In trasferta | In trasferta | In trasferta | Totale | Totale | Totale | Totale | Totale | Totale |
| Competizione | Punti | G       | V       | P       | Ptf     | Pts     | G            | V            | P            | Ptf          | Pts          | G      | V      | P      | Ptf    | Pts    | Diff.  |
| ------------ | ----- | ------- | ------- | ------- | ------- | ------- | ------------ | ------------ | ------------ | ------------ | ------------ | ------ | ------ | ------ | ------ | ------ | ------ |
| Legadue      | 28    | 15      | 9       | 6       | 1188    | 1172    | 15           | 5            | 10           | 1161         | 1227         | 30     | 14     | 16     | 2349   | 2399   | -50    |

### Statistiche dei giocatori
| Nome                 | G  | Pun  | Min  | Falli | Falli | Tiri da 2 | Tiri da 2 | Tiri da 2 | Tiri da 3 | Tiri da 3 | Tiri da 3 | Tiri Liberi | Tiri Liberi | Tiri Liberi | Rimbalzi | Rimbalzi | Rimbalzi | Stop | Stop | Palle | Palle | Ass | Val  | Media Punti | Media Val. |
| Nome                 | G  | Pun  | Min  | C     | S     | R         | T         | %         | R         | T         | %         | R           | T           | %           | O        | D        | T        | D    | S    | P     | R     | Ass | Val  | Media Punti | Media Val. |
| -------------------- | -- | ---- | ---- | ----- | ----- | --------- | --------- | --------- | --------- | --------- | --------- | ----------- | ----------- | ----------- | -------- | -------- | -------- | ---- | ---- | ----- | ----- | --- | ---- | ----------- | ---------- |
| Marcus Hatten        | 30 | 618  | 1059 | 88    | 171   | 175       | 302       | 57.9      | 33        | 122       | 27.0      | 169         | 219         | 77.2        | 54       | 103      | 157      | 3    | 14   | 99    | 93    | 63  | 638  | 20.6        | 21.3       |
| Marco Killingsworth  | 30 | 578  | 974  | 97    | 141   | 224       | 365       | 61.4      | 5         | 11        | 45.5      | 115         | 158         | 72.8        | 91       | 180      | 271      | 10   | 16   | 111   | 48    | 26  | 660  | 19,3        | 22.0       |
| Roberto Feliciangeli | 30 | 199  | 626  | 72    | 52    | 44        | 79        | 55.7      | 31        | 86        | 36.0      | 18          | 37          | 48.6        | 18       | 74       | 92       | 1    | 5    | 56    | 40    | 18  | 160  | 6.6         | 5.3        |
| Sōtīrīs Gkioulekas   | 16 | 183  | 448  | 36    | 57    | 30        | 66        | 45.5      | 23        | 61        | 37.7      | 54          | 68          | 79.4        | 17       | 37       | 54       | 0    | 7    | 31    | 16    | 9   | 157  | 11.4        | 9.8        |
| Michele Cardinali    | 28 | 152  | 468  | 81    | 56    | 18        | 46        | 39.1      | 27        | 62        | 43.5      | 35          | 44          | 79.5        | 11       | 27       | 38       | 2    | 3    | 25    | 46    | 17  | 130  | 5.4         | 4.6        |
| Raymond Tutt         | 14 | 124  | 372  | 14    | 29    | 26        | 66        | 39.4      | 14        | 45        | 31.1      | 30          | 33          | 90.9        | 11       | 25       | 36       | 0    | 6    | 26    | 14    | 4   | 87   | 8.9         | 6.2        |
| Manuele Mocavero     | 29 | 119  | 338  | 68    | 44    | 43        | 65        | 66.2      | 2         | 6         | 33.3      | 27          | 48          | 56.3        | 26       | 41       | 67       | 0    | 8    | 25    | 22    | 2   | 106  | 4.1         | 3.7        |
| Tony Binetti         | 13 | 98   | 320  | 35    | 28    | 19        | 56        | 33.9      | 12        | 43        | 27.9      | 24          | 30          | 80.0        | 5        | 24       | 29       | 0    | 3    | 23    | 25    | 23  | 68   | 7.5         | 5.2        |
| Daniele Parente      | 28 | 81   | 665  | 55    | 48    | 12        | 35        | 34.3      | 14        | 67        | 20.9      | 15          | 21          | 71.4        | 8        | 40       | 48       | 2    | 6    | 44    | 50    | 58  | 100  | 2.9         | 3.6        |
| Federico Lestini     | 12 | 63   | 200  | 29    | 9     | 10        | 21        | 47.6      | 12        | 25        | 48.0      | 7           | 7           | 100.0       | 0        | 8        | 8        | 3    | 1    | 10    | 8     | 6   | 33   | 5.2         | 2.7        |
| Jānis Porziņģis      | 7  | 48   | 142  | 17    | 10    | 12        | 23        | 52.2      | 7         | 27        | 25.9      | 3           | 4           | 75.0        | 5        | 8        | 13       | 3    | 1    | 13    | 6     | 5   | 22   | 6.9         | 3.1        |
| Marco Caprari        | 7  | 34   | 117  | 13    | 7     | 4         | 4         | 100.0     | 7         | 22        | 31.8      | 5           | 6           | 83.3        | 1        | 7        | 8        | 0    | 0    | 11    | 8     | 5   | 22   | 4.9         | 3.1        |
| Davide Bruttini      | 15 | 32   | 161  | 32    | 7     | 8         | 18        | 44.4      | 4         | 8         | 50.0      | 4           | 5           | 80.0        | 11       | 15       | 26       | 0    | 0    | 19    | 6     | 0   | 5    | 2.1         | 0.3        |
| Davide Virgilio      | 18 | 20   | 185  | 8     | 14    | 7         | 15        | 46.7      | 2         | 17        | 11.8      | 0           | 2           | 0.0         | 2        | 13       | 15       | 0    | 3    | 13    | 20    | 10  | 30   | 1.1         | 1.7        |
| squadra              | 0  | 0    | 0    | 1     | 2     | 0         | 0         | 0.0       | 0         | 0         | 0.0       | 0           | 0           | 0.0         | 79       | 57       | 136      | 0    | 0    | 15    | 154   | 0   | 276  | 0           | 0          |
| TOTALE               | 30 | 2349 | 6075 | 646   | 675   | 632       | 1161      | 54.4      | 193       | 602       | 32.1      | 506         | 682         | 74.2        | 339      | 659      | 998      | 24   | 73   | 521   | 556   | 246 | 2494 | 78.3        | 83.1       |
| MEDIE                |    |      |      | 21.5  | 22.5  | 21.1      | 38.7      | 54.4      | 6.4       | 20.1      | 32.1      | 16.9        | 22.7        | 74.2        | 11.3     | 22.0     | 33.3     | 0.8  | 2.4  | 17.4  | 18.5  | 8.2 |      |             |            |